# Liolaemus azarai
Liolaemus azarai är en ödleart som beskrevs av  Avila 2003. Liolaemus azarai ingår i släktet Liolaemus och familjen Tropiduridae. Inga underarter finns listade i Catalogue of Life.